# (26153) 1994 UY
1994 يو واي (ويعرف أيضًا باسم (26153) 1994 يو واي وفق تسمية الكوكب الصغير) (بالإنجليزية: 1994 UY)‏ هو كويكب ضمن حزام الكويكبات؛ وترتيبه 26153 من حيث الاكتشاف.
اكتُشف هذا الجُرم الفلكي بواسطة تاكيشي أوراتا ‏ في 31 أكتوبر 1994.

## وصلات خارجية
- (26153) 1994 UY في قاعدة بيانات مختبر الدفع النفاث لأجرام النظام الشمسي الصغيرة

- الاكتشاف · مخطط المدار ·  العناصر المدارية · المعلمات المادية

- (26153) 1994 UY على موقع ويكي سكاي: DSS2, SDSS, GALEX, IRAS, Hydrogen α, X-Ray, Astrophoto, Sky Map, Articles and images